# Angelica (Pirati s Kariba)
Angelica je izmišljeni lik iz filmskog serijala Pirati s Kariba. Ona je kćer zloglasnog pirata Edwarda Teacha "Crnobradog" i jedina prava ljubav šarmantnog pustolova, kapetana Jacka Sparrowa. Prvi put se pojavljuje u četvrtom filmu serijala, Pirati s Kariba: Nepoznate plime, gdje ju glumi španjolska glumica Penélope Cruz.

## Osobnost
Angelica je kćer Crnobradog i bivša ljubavnica Jacka Sparrowa. Njezina prošlost je u velikoj mjeri nepoznata. Prema Jacku, ona je jedina žena je ikada zaista volio. Tijekom njihove veze, oni su oplovili čitave Karibe i Jack ju je naučio piratskom životu. Zahvaljujući njemu je postala izvrstan jedriličar i mačevalac, kao i majstor prerušavanja. Njihova veza na kraju nije dobro završila i ona ga je nekoliko puta pokušala ubiti.

## Poveznice
Angelica na POTC wiki